# Listă de filme britanice din 1939
Aceasta este o listă de filme britanice din 1939:

## Lista
| Titlu                          | Regizor                       | Distribuție                                                      | Gen            | Note                                               |
| ------------------------------ | ----------------------------- | ---------------------------------------------------------------- | -------------- | -------------------------------------------------- |
| All Living Things              | Andrew Buchanan               | Catherine Lacey, Michael Gainsborough                            | Drama short    | [ 1 ]                                              |
| The Arsenal Stadium Mystery    | Thorold Dickinson             | Leslie Banks, Greta Gynt                                         | Mystery        |                                                    |
| Ask a Policeman                | Marcel Varnel                 | Will Hay, Graham Moffatt, Moore Marriott                         | Comedy         |                                                    |
| Beyond Our Horizon             | Norman Walker                 | Milton Rosmer, Josephine Wilson, Jimmy Hanley                    | Drama Short    | [ 2 ]                                              |
| Black Eyes                     | Herbert Brenon                | Otto Kruger, Mary Maguire                                        | Drama          |                                                    |
| Black Limelight                | Paul L. Stein                 | Joan Marion, Raymond Massey                                      | Crime          |                                                    |
| Blind Folly                    | Reginald Denham               | Clifford Mollison, Lilli Palmer                                  | Comedy         |                                                    |
| The Body Vanished              | Walter Tennyson               | Anthony Hume, C. Denier Warren                                   | Crime drama    |                                                    |
| Cheer Boys Cheer               | Walter Forde                  | Edmund Gwenn, Nova Pilbeam, Jimmy O'Dea                          | Comedy         |                                                    |
| Come On George!                | Anthony Kimmins               | George Formby, Pat Kirkwood, Ronald Shiner                       | Comedy         |                                                    |
| Confidential Lady              | Arthur B. Woods               | Stewart Rome, Jane Baxter, Ben Lyon                              | Drama          |                                                    |
| The Dark Eyes of London        | Walter Summers                | Bela Lugosi, Greta Gynt, Hugh Williams                           | Horror         |                                                    |
| Dead Men are Dangerous         | Harold French                 | Robert Newton, John Warwick, Googie Withers                      | Thriller       |                                                    |
| Discoveries                    | Redd Davis                    | Carroll Levis, Issy Bonn                                         | Variety revue  |                                                    |
| Down Our Alley                 | George A. Cooper              | Hughie Green, Sylvia Saetre, Wally Patch                         | Musical comedy |                                                    |
| The Face at the Window         | George King                   | Tod Slaughter, Marjorie Taylor                                   | Thriller       |                                                    |
| Flying Fifty-Five              | Reginald Denham               | Derrick de Marney, Nancy Burne, Marius Goring                    | Drama          |                                                    |
| The Four Feathers              | Zoltan Korda                  | Ralph Richardson, John Clements                                  | Adventure      |                                                    |
| The Four Just Men              | Walter Forde                  | Frank Lawton, Hugh Sinclair, Griffith Jones, Francis L. Sullivan | Thriller       |                                                    |
| French Without Tears           | Anthony Asquith               | Ray Milland                                                      | Comedy         |                                                    |
| The Frozen Limits              | Marcel Varnel                 | The Crazy Gang                                                   | Comedy         |                                                    |
| The Gang's All Here            | Thornton Freeland             | Jack Buchanan, Googie Withers                                    | Comedy         |                                                    |
| A Gentleman's Gentleman        | Roy William Neill             | Eric Blore, Marie Lohr                                           | Comedy         |                                                    |
| A Girl Must Live               | Carol Reed                    | Margaret Lockwood, Renée Houston, Lilli Palmer                   | Comedy         |                                                    |
| The Good Old Days              | Roy William Neill             | Max Miller, Hal Walters                                          | Comedy         |                                                    |
| Goodbye, Mr. Chips             | Sam Wood                      | Robert Donat, Greer Garson                                       | Drama          | Number 72 in the list of BFI Top 100 British films |
| Happy Event                    | Patrick Brunner               | Diana Magwood, H. Seaton, Gordon Leslie                          | Drama short    |                                                    |
| Hell's Cargo                   | Harold Huth                   | Walter Rilla, Kim Peacock                                        | Adventure      |                                                    |
| His Lordship Goes to Press     | Maclean Rogers                | June Clyde, Hugh Williams                                        | Comedy         |                                                    |
| Home from Home                 | Herbert Smith                 | Sandy Powell, René Ray                                           | Comedy/drama   |                                                    |
| Hospital Hospitality           | William Christie              | Wally Patch, Finlay Currie, George Bass, Jr.                     | Comedy short   | [ 3 ]                                              |
| I Killed the Count             | Frederic Zelnik               | Ben Lyon, Syd Walker                                             | Comedy         |                                                    |
| I Met a Murderer               | Roy Kellino                   | James Mason, Pamela Mason                                        | Thriller       |                                                    |
| Inquest                        | Ray Boulting                  | Elizabeth Allen, Herbert Lomas                                   | Crime          |                                                    |
| Inspector Hornleigh on Holiday | Walter Forde                  | Gordon Harker, Alastair Sim                                      | Comedy/crime   |                                                    |
| Jamaica Inn                    | Alfred Hitchcock              | Charles Laughton, Maureen O'Hara, Emlyn Williams                 | Drama          |                                                    |
| Just like a Woman              | Paul L. Stein                 | Felix Aylmer, Jeanne De Casalis                                  | Comedy         |                                                    |
| The Lambeth Walk               | Albert de Courville           | Lupino Lane, Sally Gray                                          | Comedy         |                                                    |
| Let's Be Famous                | Walter Forde                  | Jimmy O'Dea, Betty Driver                                        | Comedy         |                                                    |
| The Lion Has Wings             | Various                       | Merle Oberon, Ralph Richardson                                   | War            |                                                    |
| Lucky to Me                    | Thomas Bentley                | Stanley Lupino, Phyllis Brooks                                   | Comedy         |                                                    |
| Me and My Pal                  | Thomas Bentley                | Dave Willis, Patricia Kirkwood                                   | Comedy         |                                                    |
| Men Without Honour             | Widgey R. Newman              | Ian Fleming, Grace Arnold                                        | Crime          |                                                    |
| The Mikado                     | Victor Schertzinger           | Kenny Baker, Martyn Green, Sydney Granville                      | Musical comedy |                                                    |
| The Mind of Mr. Reeder         | Jack Raymond                  | Will Fyffe, Kay Walsh                                            | Mystery        |                                                    |
| Murder in Soho                 | Norman Lee                    | Jack La Rue, Bernard Lee                                         | Crime          |                                                    |
| Murder Will Out                | Roy William Neill             | John Loder, Jane Baxter                                          | Crime          |                                                    |
| Music Hall Parade              | Oswald Mitchell               | Richard Norris, Charles Sewell                                   | Musical        | [ 4 ]                                              |
| The Mysterious Mr. Davis       | Claude Autant-Lara            | Henry Kendall, Kathleen Kelly                                    | Drama          |                                                    |
| The Nursemaid Who Disappeared  | Arthur B. Woods               | Arthur Margetson, Peter Coke                                     | Crime          |                                                    |
| Oh Dear Uncle                  | Richard Llewellyn             | Frank O'Brien, Syd Crossley                                      | Comedy short   |                                                    |
| Old Mother Riley, MP           | Oswald Mitchell               | Arthur Lucan, Kitty McShane                                      | Comedy         |                                                    |
| On the Night of the Fire       | Brian Desmond Hurst           | Ralph Richardson, Diana Wynyard                                  | Crime          |                                                    |
| The Outsider                   | Paul L. Stein                 | George Sanders, Mary Maguire                                     | Drama          |                                                    |
| Over the Moon                  | Thornton Freeland             | Rex Harrison, Ursula Jeans                                       | Comedy         |                                                    |
| Pandamonium                    | Widgey R. Newman              | Hal Walters, Jane Griffiths                                      | Comedy short   |                                                    |
| Pathetone Parade of 1939       | Fred Watts                    | Robb Wilton, Mantovani                                           | Variety short  | [ 5 ]                                              |
| Pathetone Parade of 1940       | Fred Watts                    | Robb Wilton, Patrica Rossborough, Nosmo King                     | Variety short  |                                                    |
| Poison Pen                     | Paul L. Stein                 | Flora Robson, Reginald Tate, Ann Todd                            | Drama          |                                                    |
| Prince of Peace                | Donald Carter                 | Pamela Kellino                                                   | Drama short    |                                                    |
| Q Planes                       | Tim Whelan                    | Ralph Richardson, Laurence Olivier, Valerie Hobson               | World War II   |                                                    |
| Secret Journey                 | John Baxter                   | Basil Radford, Peter Gawthorne                                   | Thriller       |                                                    |
| Shadow of Death                | Harry S. Marks                | Donald Calthrop, Ellen Pollock                                   | Drama short    |                                                    |
| She Couldn't Say No            | Graham Cutts                  | Tommy Trinder, Fred Emney                                        | Comedy         |                                                    |
| Shipyard Sally                 | Monty Banks                   | Gracie Fields, Sydney Howard                                     | Comedy         |                                                    |
| The Silent Battle              | Herbert Mason                 | Rex Harrison, Valerie Hobson                                     | Thriller       |                                                    |
| So This Is London              | Thornton Freeland             | Robertson Hare, Alfred Drayton                                   | Comedy         |                                                    |
| Sons of the Sea                | Maurice Elvey                 | Leslie Banks, Kay Walsh                                          | Drama          |                                                    |
| The Spy in Black               | Michael Powell                | Conrad Veidt, Valerie Hobson, Marius Goring                      | World War I    | First collaboration between Powell and Pressburger |
| Stolen Life                    | Paul Czinner                  | Elisabeth Bergner, Michael Redgrave                              | Drama          |                                                    |
| Sword of Honour                | Maurice Elvey                 | Geoffrey Toone, Sally Gray                                       | Drama          |                                                    |
| There Ain't No Justice         | Pen Tennyson                  | Jimmy Hanley, Edward Rigby                                       | Drama          |                                                    |
| This Man in Paris              | David MacDonald,              | Barry K. Barnes, Valerie Hobson, Alastair Sim                    | Comedy/mystery | Sequel to This Man Is News                         |
| Too Dangerous to Live          | Anthony Hankey, Leslie Norman | Sebastian Shaw, Anna Konstam                                     | Crime          |                                                    |
| Traitor Spy                    | Walter Summers                | Bruce Cabot, Marta Labarr, Tamara Desni                          | Drama          |                                                    |
| Trouble Brewing                | Anthony Kimmins               | George Formby, Googie Withers                                    | Comedy         |                                                    |
| Trunk Crime                    | Roy Boulting                  | Manning Whiley, Barbara Everest                                  | Thriller       |                                                    |
| Two Minutes                    | Donald Taylor                 | Walter Hudd, Edana Romney                                        | Drama short    | [ 6 ]                                              |
| Wanted by Scotland Yard        | Norman Lee                    | James Stephenson, Betty Lynne                                    | Crime          |                                                    |
| What Men Live By               | Donald Taylor, Vernon Sewell  | Esmond Knight, Eliot Makeham, Olga Lindo                         | Drama short    |                                                    |
| What Would You Do, Chums?      | John Baxter                   | Syd Walker, Jean Gillie                                          | Drama          |                                                    |
| Yes, Madam?                    | Norman Lee                    | Bobby Howes, Diana Churchill                                     | Musical/comedy |                                                    |
| Young Man's Fancy              | Robert Stevenson              | Griffith Jones, Anna Lee                                         | Comedy         |                                                    |